# Изпълнителна власт
Изпълнителната власт е част от управлението на държавата, натоварена с прилагането на законите, както и на ежедневните дела на правителствено ниво. Начело на изпълнителната власт е министерският съвет, президентът (при президентска или полупрезидентска република) и/или министър-председателят (при парламентарна република или конституционна монархия).